# Поштовий дім під Плешивцем
46°29′45″ пн. ш. 15°00′45″ сх. д. / 46.49583° пн. ш. 15.01250° сх. д.
Поштовий дім під Плешивцем (словен. Poštarski dom pod Plešivcem) — гірський притулок, розташований у Погор'ї (Словенія). Через нього пролягає Словенський гірський шлях.

## Опис
Притулок розташований на галявині біля лісу під Равняковим врхом, що у східній частині Уршлої гори або Плешивця. Перший притулок — менший за розмірами від сучасного — був збудований працівниками пошти общини Словень Градець під керівництвом Мартіна Преворчника та відкритий для туристів 12 червня 1955. У 1957 перейшов під управління новоствореного Гірського товариства пошти, телефону та телеграфу (Марибор). У 1969—86 був добудований та розширений; оновлений та відремонтований гірський притулок було відкрито під час святкування 30-річчя товариства 28 червня 1987; він отримав назву Поштовий дім (словен. Poštarski dom).
Поштовий дім під Плешивцем постійно приймає туристів. Має сто місць для відвідувачів та барну стійку; за межами будівлі притулку знаходиться 40 місць. У притулку є десять номерів на 30 ліжкомісць, а також спільний номер на 8 ліжкомісць; є туалет, вмивальня з теплою та холодною водою, центральне опалення, електричний струм і телефонний зв'язок.

## Краєвид
Краєвиди доступні лише в північному та східному напрямах; на південь та захід їх затуляє ліс. На півночі можна побачити розташований неподалік Селовець між Межею та Мислинею, а трохи вище — Чрнешку гору; на північному сході видно Кошеняк, на сході — південно-західну частину Погор'я від Чрні-Врх до вершин у районі Дравограду, під яким можна побачити Мислинську долину та невелику частину Словень Градеця.

## Доступ
- Автомобілем місцевим та лісовим шляхами зі Словень Градеця через Селе до паркінгу біля притулку — 10 км
- Автомобілем місцевим та лісовим шляхами з Равного-на-Корошкем через Плешкі-Врх та рекреаційний центр Іварчко озеро до паркінгу — 11 км
- З Равного-на-Корошкем через гірськолижний притулок та притулок на Уршлі горі — 5 год
- Зі Словень Градеця Словенським гірським шляхом — 2 год
- З Превалє через Леше та притулок на Уршлі горі — 6 год
- З Межиці через притулок на Уршлі горі — 6 год 30 хв
- Місцевою дорогою Межиця — Чрна-на-Корошкем з Жерява до господарства Крставчнік через притулки на Наравських ледінах та на Уршлі горі — 5 год
- Місцевою дорогою Чрна-на-Корошкем — Топольщиця до Нижнього Слеме біля Андреєвого дому на Слеме — 4 год
- З Шоштані через Андреєв дім на Слеме — 7 год

До Равного-на-Корошкем та Превалє можна дістатися потягом, до Словень Градеця, Межиці та Шоштані — також автобусом.

## Туристичні об'єкти
- Іварчко озеро — 1 год
- Притулок на Уршлі горі (1680 м) — 2 год 30 хв
- Андреєв дім на Слеме (1096 м) — 3 год
- Притулок на Наравських ледінах (1072 м) — 3 год
- Притулок під Кремжаровим врхом (1102 м) — 3 год
- Уршля гора (1699 м) — 2 год 30 хв
- Прешкі врх (504 м) — 1 год 30 хв